# Sphère (film)
Pour les articles homonymes, voir Sphère (homonymie).
Pour plus de détails, voir Fiche technique et Distribution.
Sphère (Sphere) est un film américain réalisé par Barry Levinson et sorti en 1998. Il s'agit d'une adaptation du roman du même nom de Michael Crichton, publié en 1987.
Le film reçoit des critiques plutôt négatives et n'obtient pas le succès auprès du public. Il fait partie des plus gros échecs au box-office en raison de son budget important.

## Synopsis
Un vaisseau spatial immergé depuis trois cents ans est découvert au fond de l'eau. Une équipe de scientifiques américains est alors créée pour une expédition sous-marine. Cette équipe est constituée de la biologiste Beth Halperin, du mathématicien Harry Adams, de l'astrophysicien Ted Fielding et du psychologue Norman Goodman. Ces scientifiques sont accompagnés par un capitaine de l'US Navy, Harold Barnes. Ils vont découvrir dans le vaisseau une immense sphère dorée luisante, qu'ils pensent être venue de l'espace. La sphère s'ouvre alors mystérieusement.

## Fiche technique
Sauf indication contraire, les informations mentionnées dans cette section peuvent être confirmées par la base de données cinématographiques IMDb,  présente dans la section « Liens externes ».
- Titre francophone : Sphère
- Titre original : Sphere
- Réalisation : Barry Levinson
- Scénario : Stephen Hauser et Paul Attanasio, Kurt Wimmer (adaptation), d'après le roman Sphère de Michael Crichton
- Musique : Elliot Goldenthal
- Costumes : Gloria Gresham
- Superviseur des effets visuels : Jeffrey A. Okun
- Directeur de la photographie : Adam Greenberg
- Montage : Stu Linder
- Chef décorateur : Norman Reynolds
- Production : Michael Crichton, Barry Levinson, Andrew Wald
  - Producteur délégué : Peter Giuliano
- Sociétés de production : Warner Bros., Baltimore Pictures, Constant c Productions et Punch Productions
- Distribution : Warner Bros.
- Pays de production :  États-Unis
- Format : Couleurs - 2,35:1 (CinemaScope) - 35 mm - Dolby SR + Dolby SR-DTS, SDDS
- Genre : science-fiction, action et thriller
- Durée : 134 minutes
- Dates de sortie[1] :
  - États-Unis : 13 février 1998
  - Belgique, France, Suisse romande : 25 mars 1998

## Distribution
- Dustin Hoffman (VF : Mario Santini et VQ : Jean-Marie Moncelet) : Dr Norman Goodman
- Sharon Stone (VF : Micky Sébastian et VQ : Anne Dorval) : Dr Elizabeth « Beth » Halperin
- Samuel L. Jackson (VF : Thierry Desroses et VQ : Éric Gaudry) : Dr Harold « Harry » Adams
- Peter Coyote (VF : Hervé Jolly et VQ : Guy Nadon) : le capitaine Harold C. Barnes
- Liev Schreiber (VF : William Coryn et VQ : Pierre Auger) : Dr Theodore « Ted » Fielding
- Queen Latifah (VF : Sophie Lepanse et VQ : Hélène Mondoux) : Alice « Teeny » Fletcher
- James Pickens Jr. (VQ : Yves Corbeil) : l'instructeur de l'OSSA (en)
- Huey Lewis : le pilote de l'hélicoptère

## Production

### Genèse et développement
Le film est l'adaptation cinématographique du roman Sphère de Michael Crichton, publié en 1987. C'est la seconde fois que Barry Levinson adapte un roman de cet auteur, après Harcèlement (1994), tiré du roman du même nom.

### Attribution des rôles
Barry Levinson et Dustin Hoffman décrochent en 1988 chacun un Oscar avec Rain Man, qui obtient un succès considérable. 
En 1996, Barry retrouve Dustin Hoffman dans Sleepers. Le tandem tourne encore deux films ensemble : Des hommes d'influence en 1997 et enfin Sphère l'année suivante.

### Tournage
Le tournage a eu lieu à principalement à Vallejo, notamment sur le Chantier naval de l'US Navy Mare Island Naval Shipyard.
Une partie du film est également tournée sur le Jeremiah O'Brien, un des deux cargo Liberty Ships encore en état de naviguer en 2020 et amarré au Fisherman's Wharf, Pier 45 dans la baie de San Francisco.

### Musique
La musique du film est composée par Elliot Goldenthal.
Liste des titres
1. Pandora's Fanfare – 1:17
2. Main Titles – 2:49
3. Event Entry 6-21-43 – 0:53
4. The Gift – 1:42
5. Sphere Discovery – 2:08
6. Visit to a Wreckage – 1:58
7. Water Snake – 2:36
8. Terror Adagio – 3:24
9. Wave – 3:18
10. Fear Retrieval – 3:48
11. Andante – 2:20
12. Manifest Fire – 3:48
13. Manifest3 – 3:47
14. Their Beast Within – 1:44

## Autour du film
Le serpent de mer a été créé par Joseph Hahn, DJ dans le groupe rock Linkin Park.